# Лысяк, Том

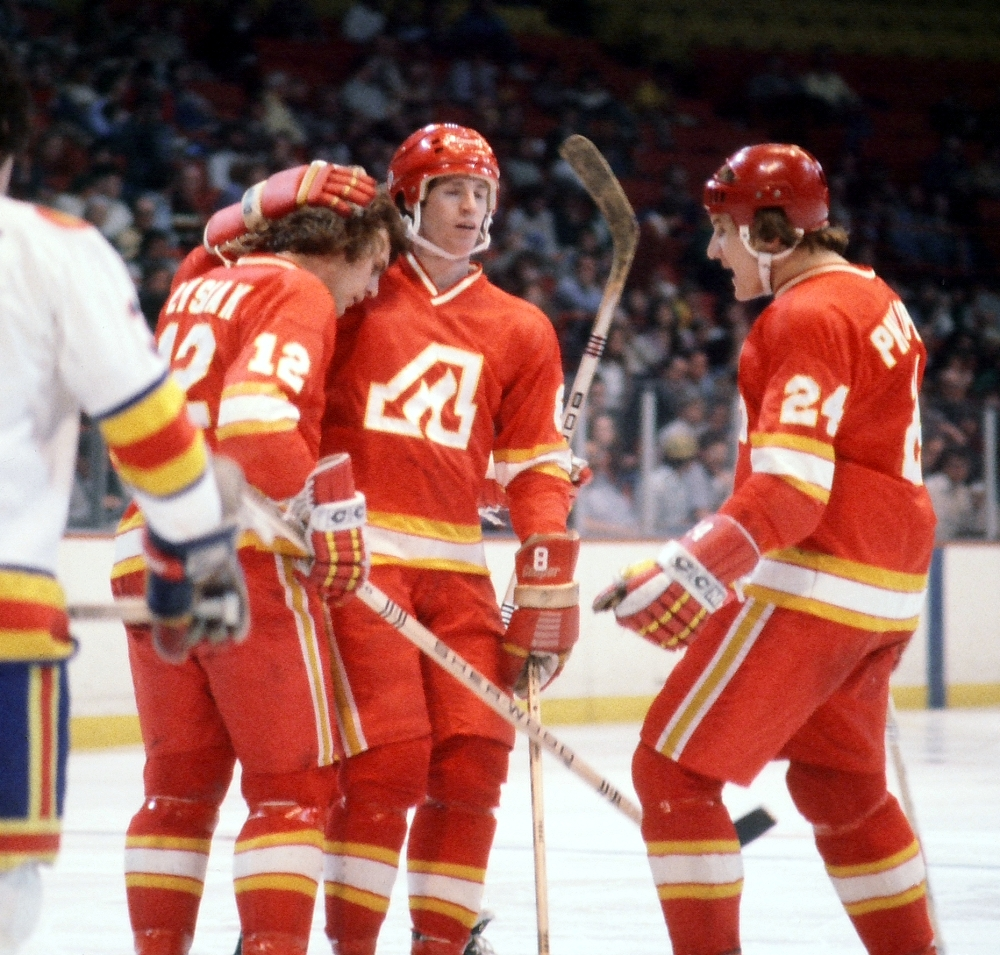
Лысяк (слева) с одноклубниками празднует заброшенную шайбу, 1978 год

Томас Джеймс Лысяк (англ. Thomas James Lysiak; 22 апреля 1953, Хай-Прейри — 30 мая 2016, Атланта) — канадский хоккеист, центральный нападающий. Выступал в Национальной хоккейной лиге в период 1973—1986 годов, был игроком таких клубов как «Атланта Флэймз» и «Чикаго Блэкхокс», трёхкратный участник матчей всех звёзд НХЛ.

## Биография
Том Лысяк родился 22 апреля 1953 года в городе Хай-Прейри провинции Альберта, имеет польские корни.
Начинал карьеру хоккеиста в канадской юниорской команде «Медисин-Хат Тайгерс», выступавшей в Западной хоккейной лиге, за которую успешно отыграл три сезона. Во втором и третьем сезонах как лучший бомбардир лиги неизменно получал Боб Кларк Трофи. Участвовал в драфте НХЛ 1973 года и был выбран в первом раунде под вторым номером американским клубом «Атланта Флэймз», который на тот момент провёл в лиге всего лишь один сезон.
Дебютировал на профессиональном уровне в НХЛ в сезоне 1973/1974, играл в основном составе команды и сумел набрать в общей сложности 64 очка. Он помог своей команде впервые в истории пробиться в стадию плей-офф и стал вторым в голосовании на получение награды Колдер Трофи, вручаемой лучшему новичку — уступил только соотечественнику Дени Потвену из «Нью-Йорк Айлендерс».
Лысяк выступал в составе «Флэймз» в течение пяти полных сезонов, в каждом из которых всегда исполнял важную роль центрального нападающего, трижды подряд представлял команду на Матчах всех звёзд (1975, 1976, 1977). В последних двух сезонах он являлся капитаном команды, тем не менее, в середине сезона 1978/79 руководство решило обменять его в «Чикаго Блэкхокс» — в этой сделке участвовало в общей сложности восемь игроков, что было беспрецедентным явлением по тем временам. За пять лет выступлений в «Атланта Флэймз» Том Лысяк установил несколько клубных рекордов, например, он является лучшим за всю историю команды игроком по количеству результативных передач (276) и количеству набранных очков (431), тогда как по заброшенным шайбам (155) он занимает второе место позади Эрика Вейла.
Карьера Лысяка в «Блэкхокс» так же складывалась удачно, в частности в дебютном сезоне он стал лучшим в команде по количеству набранных очков и показал лучший в карьере результат по количеству голевых пасов. В следующем сезоне 1981/82 установил личный рекорды по набранным очкам и заброшенным шайбам. 30 октября 1983 года в матче против «Хартфорд Уэйлерс» Лысяк намеренно сбил бокового арбитра Рона Фойта, за что дисциплинарный комитет лиги отстранил его на 20 игр — на тот момент это было самое длительное отстранение за всю историю НХЛ. Последний раз защищал честь «Чикаго Блэкхокс» в сезоне 1985/86, после чего принял решение завершить карьеру профессионального спортсмена.
Завершив спортивную карьеру, проживал в Атланте, работал в строительной индустрии, занимался ландшафтным дизайном и недвижимостью. В 2012 году введён в Национальный польско-американский зал славы спорта. Его дочь Джессика Ли Лысяк стала известна по участию в кулинарном реалити-шоу MasterChef, а позже вышла замуж за Джастина Брауна, защитника «Сан-Хосе Шаркс».
В 2013 году Лысяку диагностировали лейкемию, он три года безуспешно боролся с болезнью и умер 30 мая 2016 года в возрасте 63 лет.

## Статистика выступлений
|             |                     |             |     | Регулярный сезон | Регулярный сезон | Регулярный сезон | Регулярный сезон | Регулярный сезон |    | Плей-офф | Плей-офф | Плей-офф | Плей-офф | Плей-офф |
| Сезон       | Клуб                | Лига        | И   | Г                | П                | О                | PIM              | И                | Г  | П        | О        | PIM      |          |          |
| ----------- | ------------------- | ----------- | --- | ---------------- | ---------------- | ---------------- | ---------------- | ---------------- | -- | -------- | -------- | -------- | -------- | -------- |
| 1970-71     | Медисин-Хат Тайгерс | ЗХЛ         | 60  | 14               | 16               | 30               | 112              | —                | —  | —        | —        | —        | —        |          |
| 1971-72     | Медисин-Хат Тайгерс | ЗХЛ         | 68  | 46               | 97               | 143              | 96               | —                | 7  | 7        | 5        | 12       | 18       |          |
| 1972-73     | Медисин-Хат Тайгерс | ЗХЛ         | 67  | 58               | 96               | 154              | 104              | —                | 17 | 12       | 27       | 39       | 48       |          |
| 1973/74     | Атланта Флэймз      | НХЛ         | 77  | 19               | 45               | 64               | 54               | -15              | 4  | 0        | 2        | 2        | 0        |          |
| 1974/75     | Атланта Флэймз      | НХЛ         | 77  | 25               | 52               | 77               | 73               | 23               | —  | —        | —        | —        | —        |          |
| 1975/76     | Атланта Флэймз      | НХЛ         | 80  | 31               | 51               | 82               | 60               | 2                | 2  | 0        | 0        | 0        | 2        |          |
| 1976/77     | Атланта Флэймз      | НХЛ         | 79  | 30               | 51               | 81               | 52               | 3                | 3  | 1        | 3        | 4        | 8        |          |
| 1977/78     | Атланта Флэймз      | НХЛ         | 80  | 27               | 42               | 69               | 54               | -3               | 2  | 1        | 0        | 1        | 2        |          |
| 1978/79     | Атланта Флэймз      | НХЛ         | 52  | 23               | 35               | 58               | 36               | 16               | —  | —        | —        | —        | —        |          |
| 1978/79     | Чикаго Блэкхокс     | НХЛ         | 14  | 0                | 10               | 10               | 14               | 3                | 4  | 0        | 0        | 0        | 2        |          |
| 1979/80     | Чикаго Блэкхокс     | НХЛ         | 77  | 26               | 43               | 69               | 31               | -7               | 7  | 4        | 4        | 8        | 0        |          |
| 1980/81     | Чикаго Блэкхокс     | НХЛ         | 72  | 21               | 55               | 76               | 20               | 7                | 3  | 0        | 3        | 3        | 0        |          |
| 1981/82     | Чикаго Блэкхокс     | НХЛ         | 71  | 32               | 50               | 82               | 84               | -8               | 15 | 6        | 9        | 15       | 13       |          |
| 1982/83     | Чикаго Блэкхокс     | НХЛ         | 61  | 23               | 38               | 61               | 27               | 13               | 13 | 6        | 7        | 13       | 8        |          |
| 1983/84     | Чикаго Блэкхокс     | НХЛ         | 54  | 17               | 30               | 47               | 35               | -13              | 5  | 1        | 1        | 2        | 2        |          |
| 1984/85     | Чикаго Блэкхокс     | НХЛ         | 74  | 16               | 30               | 46               | 13               | -16              | 15 | 4        | 8        | 12       | 10       |          |
| 1985/86     | Чикаго Блэкхокс     | НХЛ         | 51  | 2                | 19               | 21               | 14               | -19              | 3  | 2        | 1        | 3        | 2        |          |
| Итого в НХЛ | Итого в НХЛ         | Итого в НХЛ | 919 | 292              | 551              | 843              | 567              | -14              | 76 | 25       | 38       | 63       | 49       |          |
| Итого в ЗХЛ | Итого в ЗХЛ         | Итого в ЗХЛ | 195 | 118              | 209              | 327              | 312              | —                | 24 | 19       | 32       | 51       | 66       |          |